# Associazione generale quadri, professionisti e alte professionalità della CGIL
APIQA CGIL è un'associazione sindacale italiana affiliata alla CGIL e aderente a EUROCADRES che tutela e rappresenta le lavoratrici e i lavoratori quadri, professionisti e alte professionalità.
Tutti i quadri, i professionisti e le alte professionalità aderenti alla Cgil sono automaticamente iscritti ad APIQA; inoltre all'Associazione possono aderire anche lavoratrici e lavoratori non iscritti alla Cgil, a prescindere dalla tipologia di contratto.